# Takaki Fukumitsu
Takaki Fukumitsu (japanisch 福満 隆貴 Fukumitsu Takaki; * 22. Februar 1992 in Kagoshima) ist ein japanischer Fußballspieler.

## Karriere
Fukumitsu erlernte das Fußballspielen in der Schulmannschaft der Izumi Chuo High School. Seinen ersten Vertrag unterschrieb er 2010 bei Kyushu Sogo Sports College. 2012 wechselte er zu Verspah Ōita. 2015 wechselte er zum Drittligisten Renofa Yamaguchi FC. 2015 wurde er mit dem Verein Meister der J3 League und stieg in die J2 League auf. Für den Verein absolvierte er 75 Ligaspiele. 2017 wechselte er zum Erstligisten Cerezo Osaka. 2017 gewann er mit dem Verein den J.League Cup und Kaiserpokal. Für den Verein absolvierte er 25 Erstligaspiele. Im Juli 2019 wurde er an den Zweitligisten Mito HollyHock ausgeliehen. Für den Verein absolvierte er 19 Ligaspiele. 2020 wurde er an den Zweitligisten Avispa Fukuoka ausgeliehen. Ende der Saison 2020 wurde er mit dem Verein Vizemeister und stieg in die erste Liga auf. Nach 26 Zweitligaspielen für Avispa ging er Anfang 2021 ebenfalls auf Leihbasis zum Zweitligisten JEF United Ichihara Chiba. Für JEF United stand er 36-mal in der zweiten Liga auf dem Spielfeld. Nach der Ausleihe wurde er im Februar 2022 von JEF United fest unter Vertrag genommen.

## Erfolge
Cerezo Osaka
- Japanischer Ligapokalsieger: 2017
- Japanischer Pokalsieger: 2017

Avispa Fukuoka
- Japanischer Zweitligavizemeister: 2020  ▲